# Даулат-хан Лоди
Даулат-хан Лоди (ум. 1416) — средневековый индийский военачальник и государственный деятель пуштунского происхождения, султан Дели в 1413—1414 годах.
После смерти султана Махмуд-шаха III амиры возвели на престол одного из афганских военачальников — Даулат-хана. Находясь на престоле, Даулат-хан играл скорее роль предводителя военной олигархии, чем полновластного султана. Его политические позиции значительно укрепились когда на его стороне выступили два других военных лидера — Мубариз-хан и Малик Идрис.
Вскоре после прихода к власти Даулат-хан Лоди возглавил поход на Катехр (Рохилкханд), подчинив местных правителей этой области. Затем однако внешнеполитические позиции Даулат-хана пошатнулись в результате вторжения джаунпурского султана Ибрахим-шаха Шарки в Калпийский султанат. В конце 1413 года Ибрахим-шах осадил касбу Калпи и Даулат-хан Лоди не смог ничего предпринять для того чтобы выдворить его оттуда.
Сложившейся ситуацией воспользовался наместник Мултана Сайид Хизр-хан, подступивший к Дели и вынудивший Даулат-хана сдать ему столицу султаната 23 мая 1414 года. 
В 1416 году Даулат-хан сдался Сайид Хизр-хан, был заключён в тюрьму, где вскоре умер.